# Chiesa di San Nicolò dei Gentiluomini
La chiesa di San Nicolò dei Gentiluomini o chiesa di San Nicolò al Corso e la Casa Professa dei Gesuiti sono documentati nella contrada dei Gentiluomini, a Messina, al centro della Via Maestra (strada maestra dell'Uccellatore), dirimpetto alla piazza del Pentedattilo ove era stato innalzato il simulacro di Nostra Donna Immacolata, opera di Giuseppe Buceti eretta nel 1758.

## Storia

### Epoca Rinascimentale
Il sito comprendeva in origine la chiesa di Santa Cita, la chiesa della Madonna dell'Accomandata, l'Ospedale dell'Accomandata, la primitiva chiesa di San Nicolò dei Gentiluomini di rito greco. Presso questo aggregato era stato fondato il primitivo monastero di Eustochia Calafato prima del trasferimento nell'attuale sede di «Montevergine». In queste strutture si insediarono al loro arrivo l'8 aprile 1548 i Gesuiti della Compagnia di Gesù allorché il Senato di Messina acconsentì il loro ingresso in città il 7 dicembre 1547 richiesto per volontà popolare, affinché attraverso la sapienza e la conoscenza, fossero divulgate la filosofia, teologia, logica, grammatica e retorica.
Il 20 dicembre 1547 Giovanni de Vega, plenipotenziario dell'imperatore Carlo V presso il Papa, assumendo le funzioni di viceré di Sicilia, ottenne dall'amico e sostenitore Sant'Ignazio di Loyola per compagno, consigliere e direttore, padre Girolamo Domenech. Il 19 aprile 1550 la bolla pontificia di Papa Paolo III sancisce la fondazione degli Studi Generali di Messina. Il 28 settembre è istituita la Casa Professa negli immobili di Bernardo Faraone. Nel 1573 seguiranno l'istituzione del Noviziato presso la Casa Professa, fondato da Ausonio Rocca, previa demolizione delle chiese e luoghi di culto coinvolti nel progetto, il 21 dicembre avviene la posa della prima pietra per la costruzione del tempio.
Il progetto di Andrea Calamech fu presentato il 30 gennaio 1574, la nuova chiesa fu inaugurata nel 1583, qualche anno dopo il 10 aprile 1585, un incendio distrusse l'antica chiesa di San Niccolò. I gesuiti continuarono a decorare ed abbellire la costruzione fino al 1585, solo il 10 maggio del 1649 fu solennemente riaperta al culto, consacrata dall'arcivescovo monsignor Simone Caraffa.
- 1568, Ciborio, manufatto marmoreo, opera di Giuseppe Bottone, opera custodita nel Museo Regionale di Messina.

### Epoca tra il XVIII e il XIX secolo
L'8 dicembre 1767 l'editto di re Ferdinando III di Sicilia decretò l'espulsione dei Gesuiti dalla Sicilia. La bolla pontificia "Dominus ac Redemptor" di Papa Clemente XIV del 1773 soppresse la Compagnia di Gesù. Nel 1778 le proprietà e le pertinenze dei Gesuiti, immediatamente dopo la morte del vescovo Scipione Ardoino Alcontres, passarono sotto la giurisdizione di Nicola Cifaglione, la Casa Professa fu adibita a Convitto per la bassa gente.
Ripreso il possesso dei beni, la provincia di Sicilia della Compagnia, dopo la provincia della Russia Bianca, era la più numerosa al mondo, con 199 soggetti religiosi.
Il terremoto del 5 febbraio 1783 danneggiò la grande basilica che riportò gravi danni, la volta ed il cappellone con gli affreschi di Antonio Bova e di Filippo Tancredi andarono irrimediabilmente perduti.
Gran parte della ricchissima raccolta di quadri, dall'espulsione dei Gesuiti al sisma del 1783, andò smarrita, parte venduta e parte sparita e trafugata. Tra i dipinti sottratti la gran tela dell'Adorazione dei Magi di Cesare da Sesto che fu trasferita nella quinta sala della pinacoteca annessa al Museo nazionale di Capodimonte di Napoli. Tra le opere scampate allo smembramento del patrimonio pittorico costituito da oltre 400 quadri, restano un San Nicola attribuibile alla scuola degli Antoni.
Nel 1802 la chiesa fu ceduta assieme a case collaterali ai padri dell'Ordine cistercense. Nel 1814 fu ricostituita la Compagnia di Gesù con bolla pontificia di Papa Pio VII. A seguito all'emanazione delle leggi eversive del 1866 la chiesa fu espropriata ai Cistercensi e ceduta alla Compagnia dei Verdi che vi coabitava sin dal 1850 e la restaurò dopo i danni arrecati dal terremoto della Calabria meridionale del 1894.
Il Ritorno dei Gesuiti a Messina nel 1884 segna l'apertura della Scuola Paterna in una casa sita nel Largo della Munizione, un'altra nel Palazzo Avarna dei duchi di Belviso.

### Epoca contemporanea
Il terremoto di Messina del 1908 distrusse il tempio, fra le altre proprietà e pertinenze il Collegio Cassibile e la residenza a Palazzo Colonna.

## Esterno
La facciata della chiesa ultimata nel 1715, era ornata di statue raffiguranti vari santi della Compagnia di Gesù. Il portale completato nel 1724 dal Salvatore Costa, era sovrastato dalle statue della Fede e della Religione. La guglia del campanile fu eretta a spese di Francesco Celi.
Nella controfacciata accanto alla porta maggiore, erano collocate le statue colossali che rappresentavano San Pietro e San Paolo, opere di Andrea Calamech, sculture in legno dipinto alla stregua del marmo bianco.

## Interno

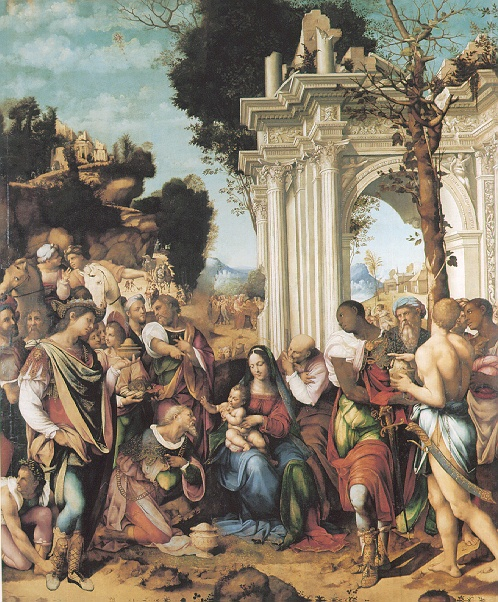
Adorazione di Magi, Museo nazionale di Capodimonte di Napoli.

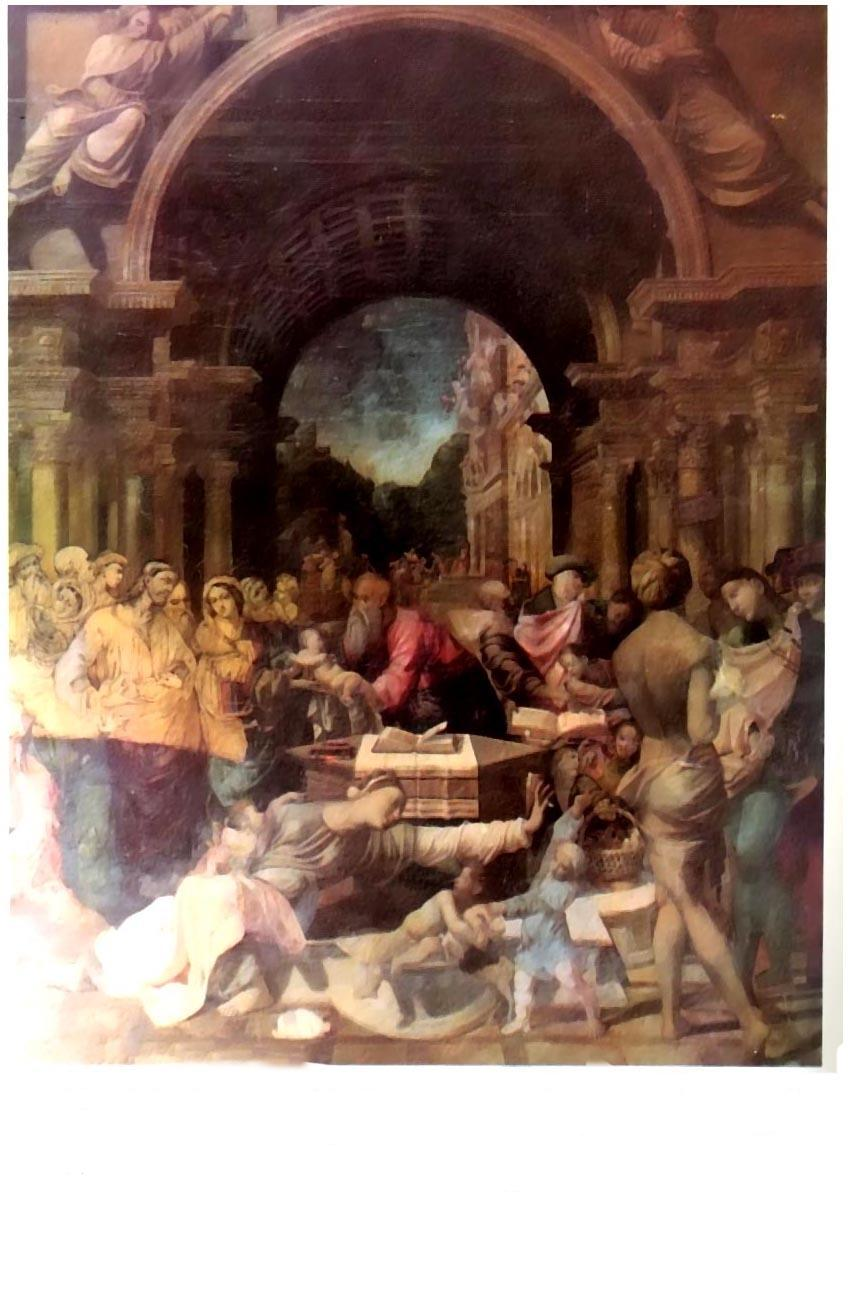
Presentazione al tempio, Museo regionale di Messina.

Il tempio presentava un impianto con cinque navate ripartito da due file di colonne centrali e due teorie di pilastri marmorei laterali. Nel presbiterio è documentato un grandioso altare maggiore con quattro colonne. Sono documentati preziosi rivestimenti in marmi mischi opera dello scultore Vincenzo Tedeschi.
- Cappella di San Niccolò decorata nel 1696 da padre Averna.[2]
- Cappella di Santa Maria Maggiore ornata con pietre preziose dalla marchesa Zappata 1608, ospitante l'icona inviata da San Francesco Borgia, copia concessa per autorizzazione del sommo pontefice.[2]

All'interno e ai lati della porta principale d'ingresso, esistevano due monumenti marmorei in bassorilievo: il cenotafio di monsignor Gaetano Grano sulla destra, sebbene le spoglie mortali fossero state tumulate nella chiesa di Santa Maria della Concezione dell'Ordine dei Cappuccini, raffigurante in alto rilievo la Filosofia che, in sembianze di vaghissima donna, abbracciava un vaso cinerario; un monumento dedicato al nipote di Gaetano Grano. Era presente inoltre la sepoltura del teologo e filosofo Bartolomeo Castelli che, nel 1596, inaugurò l'apertura della Università degli studi di Messina.

## Opere
- XV secolo, San Nicolò, dipinto, opera di ignoto appartenente alla scuola degli Antoni.[4]
- 1516 - 1519, Adorazione dei Magi, olio su tavola, opera di Cesare da Sesto.[2][4] Oggi custodito nel Museo nazionale di Capodimonte a Napoli.
- XVII secolo, Sant'Ignazio di Loyola, dipinto, opera di Mario Minniti.[2][6]
- XVII secolo, San Francesco Saverio, dipinto, opera di Mario Minniti.[2][6]
- XVI secolo, Santi Martiri Crocifissi, dipinto, opera di Giovanni van Houbraken.[2]
- XVI secolo, Presentazione, dipinto, opera di Antonio Catalano il Vecchio o l'Antico.[4]
- 1519, Purificazione, opera insigne di Girolamo Alibrandi, discepolo di Polidoro, dipinto su tavola autografo recante l'iscrizione "Hiesus Hyeronimus de Alibrando Messanus pingebat." proveniente dalla chiesa della Candelora e documentato sull'altare maggiore.[7] Oggi il dipinto è esposto nel Museo regionale.

La volta della chiesa affrescata nel 1687 da Antonio Bova, il cappellone nel 1707 da Filippo Tancredi a spese della famiglia Cirino.

## Compagnia di Gesù a Messina
A Messina furono fondate diverse Case ognuna delle quali con una funzione e una organizzazione ben precisa e distinta: il Noviziato, il Collegio o Domum Studiorum, la Domus propagationis, la Casa Professa e la Domus Exercitiorum Spiritualium. 

### Casa Professa
Casa Professa e chiesa di San Nicolò dei Gentiluomini o «San Nicolò al Corso».
La prima sede è documentata nel Palazzo Municipale o "Senatorio". La seconda sede dell'Ente provinciale fu fondata nel 1547, da qui prese spunto il Collegio Gesuitico prima della definitiva ubicazione nei locali corrispondenti all'Ateneo. Sito prediletto e ambitissimo, funzionale per la politica dei rapporti sociali e politici, alla celebrazione di atti liturgici, "centro direzionale" di ogni iniziativa della Compagnia di Gesù in città.
Dopo il 1767 la Casa Professa divenne prima Collegio delle Arti, in seguito ospitò un convitto, infine l'ufficio postale. Dopo il 1866 ospitò l'archivio provinciale della prefettura. Distrutta nel 1908.
Sull'area corrispondente è edificato l'attuale palazzo della Provincia in corso Cavour.

### Collegio Primario
Collegio primario della Compagnia di Gesù e Chiesa di San Giovanni Battista o Domum Studiorum: Primum ac prototyum.

### Casa di Terza Probazione
Casa di Terza Probazione successiva al "corso di dottorato", da considerarsi come un luogo di specializzazione, un istituto superiore della ricerca. Scuola di perfezionamento spirituale per giovani coadiutori che aspiravano alle cariche maggiori nella gerarchia dell'ordine o Domus propagationis.
Collegio di San Francesco Saverio e Casa degli Esercizi spirituali nel piano di Terranova, in un sito esterno alle vecchie mura aragonesi, prossimo al Palazzo Reale, in un edificio lontano dalla vita frenetica cittadina, benché vicino dall'ansa portuale.
Nel 1634 Pietro Balsamo e la moglie Francesca Aragona, principi di Roccafiorita, concedono al padre provinciale Pompilio Lambertenghi alcuni beni da utilizzare per la fondazione della Casa di Terza Probazione, è l'atto dotale da cui trae origine il quarto insediamento della Compagnia di Gesù in città. La direzione dei lavori è affidata a Giovanni Andrea Gallo, ingegnere napoletano, nel periodo compreso tra il 1657 e il 1661.
La fondazione della Casa di Terza Probazione sotto il titolo di «San Francesco Saverio» e dell'attigua chiesa di San Carlo nella contrada di Terranova risale al 1635. Nel 1689 ne è decretata la demolizione per la costruzione della Real Cittadella, i gesuiti ottennero la chiesa di Gesù e Maria di San Giovanni con l'obbligo di non variare il titolo e di non apportare modifiche. Nello stesso anno avviene l'inaugurazione del Collegio di San Francesco Saverio nella contrada del Borgo di San Giovanni.

#### Epoca borbonica
L'8 gennaio 1768 avviene la riapertura del Collegio Primario e di quello di San Francesco Saverio assenti i Gesuiti.

#### Opere documentate
- XVII secolo, Gesù e Maria, dipinto, opera di Gaspare Camarda collocata sull'altare maggiore.
- XVII secolo, Sant'Antonio e San Paolo eremita, dipinto, opera di Giovanni Quagliata.
- XVII secolo, San Giuseppe, dipinto, opera di Giovanni Quagliata.
- XVII secolo, San Liborio, dipinto, opera di Giovanni Quagliata.
- XVII secolo, Sant'Ignazio, dipinto, opera di Luca Giordano.
- XVII secolo, Ciclo, affreschi di Giovanni Fulco e Giovanni Quagliata.
- XVII secolo, Santi Martiri Giapponesi, dipinto su tela, opera di Giovanni van Houbraken.[9]

### Casa di Prima Probazione
Casa di Prima Probazione e Noviziato dei Padri Gesuiti sotto il titolo di «Santa Maria della Natività» al monte Tirone, progetto di Natale Masuccio del 1603.
Monastero e chiesa nel 1576 isolati e lontani dal centro cittadino, funzionale per l'esaltazione dello spirito in connubio con la natura, ottimale ritiro dei novizi dalla vita tentatrice della città. Già sede della chiesa della Vergine Santissima della Pietà del 1553 ove nel 1564 si fondò la Compagnia dei Disciplinanti, ceduta nel 1572 alla Compagnia di Gesù, posa della prima pietra del Noviziato il 6 settembre 1576. Oratorio della Vergine Santissima della Pietà. Nel 1623 è modificato il titolo della chiesa di Santa Maria della Pietà in chiesa di Santa Maria La Natività nella contrada del Tirone.
- 15 ottobre 1794, il Noviziato è affidato ai Padri Filippini.

### Collegio di Sant'Antonio
Collegio di Sant'Antonio in un'area del "centro storico" tendente alla periferia e comunque soggetta a radicali modifiche della morfologia ereditata dal Medioevo.

### Casa degli Esercizi
Casa degli Esercizi dei Padri della Compagnia di Gesù al Borgo del Ringo di Santa Maria di Gesù vicino alla chiesa di Sant'Orsola, rigoroso ritiro spirituale extra moenia o Domus Exercitiorum Spiritualium. Il 20 ottobre 1736 furono acquistati i terreni. Dal 1742 al 1745 gli esercizi furono tenuti presso la villa del Collegio nel Borgo della Zaera nella contrada della Carrubara.
Il 23 febbraio 1742, Costruzione della Casa di Esercizi Spirituali e presa di possesso della Chiesa di Santa Maria di Monte Santo nella Contrada della Carrubbara. La peste del 1743 accelerò la raccolta delle elemosine per il primitivo progetto, portato a compimento nel 1745. Questa dipendenza o Casa di Esercizi di Carrubbara, fu affidata ai Confederazione dell'oratorio di San Filippo Neri.

### Collegio Cassibile
Collegio Cassibile iniziato il 28 agosto 1893 nel borgo di Gazzi, inaugurato il 1 novembre, ampliato l'anno seguente, distrutto dal terremoto del 1908.

### Collegio di Sant'Ignazio
- 1885, presa di possesso della chiesa di Santa Maria la Scala.
- 1886, chiusura della Scuola Paterna ed apertura della Scuola Privata Maurolico nel Palazzo Avarna.
- 1892, apertura di una residenza a Palazzo Colonna nelle vicinanze della chiesa di Santa Maria la Scala.
- 1909 22 maggio, costruzione baraccata della nuova chiesa di Santa Maria La Scala.
- 1909 24 maggio, costruzione baraccata del Collegio Pio X.
- 1924, demolizione della chiesa baraccata di Santa Maria La Scala e del Collegio baraccato Pio X.
- 1925 19 settembre, inaugurazione del Collegio Sant'Ignazio in Piazza Cairoli.
- 1933 29 giugno, inaugurazione della nuova chiesa di Santa Maria La Scala in Piazza Cairoli, adiacente al Collegio Sant'Ignazio.
- 1941 ottobre, inaugurazione dell'Istituto Ignatianum sul Colle della Versa o dei Cappuccini Vecchi.
- 1972, demolizione del Collegio Sant'Ignazio e dell'attigua chiesa di Santa Maria La Scala in Piazza Cairoli e trasferimento nell'Istituto Ignatianum.

## Confraternita dei Gentiluomini
Sodalizio già presente nel «Priorato della Latina» dal 1178.